# Faunalytics
Faunalytics est un organisme à but non lucratif qui fournit aux défenseurs des animaux un accès à la recherche et à l'analyse de divers problèmes liés aux animaux,,. Ses domaines de recherche incluent l'élevage industriel, le véganisme et le végétarisme, les animaux de compagnie, les tests sur les animaux, la chasse, le piégeage des animaux, la souffrance des animaux sauvages et l'utilisation des animaux à des fins de divertissement (zoos, cirques, courses, combats, etc.). Faunalytics a été fondé en 2000 par Che Green, et portait jusqu'en 2015 le nom de Humane Research Council. Faunalytics est l'une des 4 associations recommandées par Animal Charity Evaluators en 2022.